# Stenobothrus nigromaculatus
Stenobothrus nigromaculatus är en insektsart som först beskrevs av Herrich-Schäffer 1840.  Stenobothrus nigromaculatus ingår i släktet Stenobothrus och familjen gräshoppor.

## Underarter
Arten delas in i följande underarter:
- S. n. nigromaculatus
- S. n. transcaucasicus

## Bildgalleri

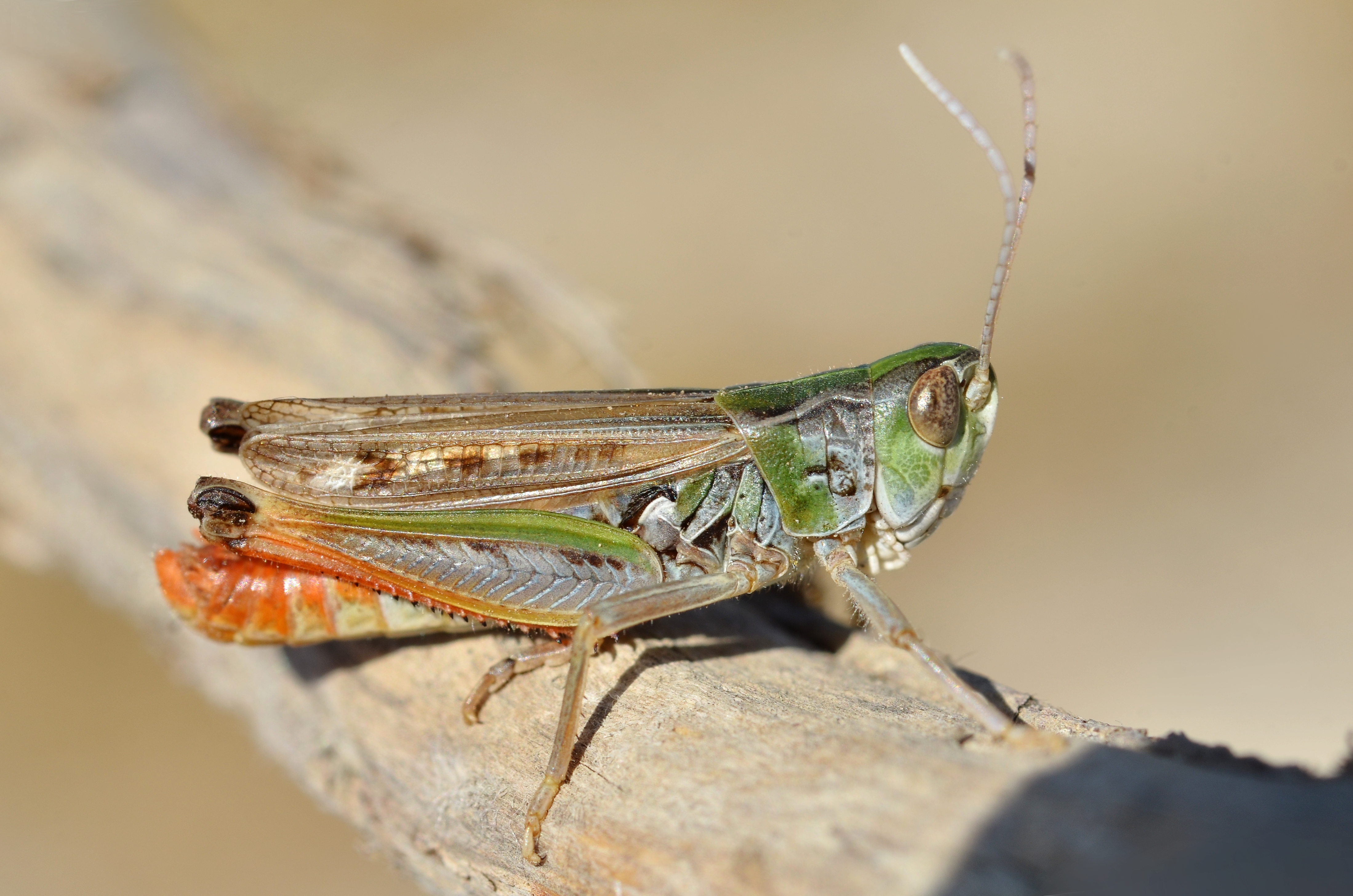